# O-Ringen

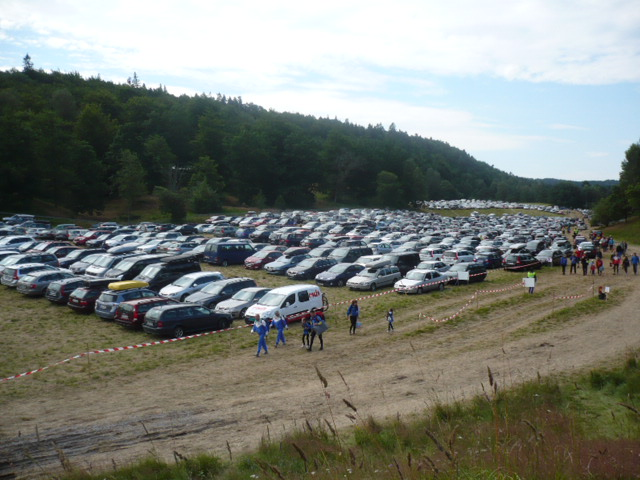
Le automobili di molti dei più di 20000 orientisti che parteciparono all'O-Ringen del 2012 nell'Halland

L'O-Ringen, precedentemente nota come 5-dagars ("5 giorni" in lingua svedese), è una gara d'orientamento plurigiornaliera che si tiene annualmente in varie aree della Svezia.
Divenuta nel corso degli anni una manifestazione internazionale con un numero enorme di partecipanti, l'organizzazione prepara posti per tende e camper per ospitare le migliaia di persone che prendono parte alle competizioni. La città che viene creata per ospitare tutta questa orda di appassionati prende il nome di O-Ringen Town (città dell'O-Ringen) e viene fornita di servizi quali WC, acqua corrente, un'emittente radiofonica e vari negozi per acquistare i beni di prima necessità.
Questa gara attira significativa copertura mediatica in Svezia e il vincitore dell'O-Ringen è spesso considerato secondo solo al campione del Mondo in quanto a prestigio.

## Storia
La prima edizione dell'O-Ringen fu organizzata nel 1965 da Peo Bengtsson e Sivar Nordstöm in Danimarca e nelle province svedesi di Scania e Blekinge con soli 156 concorrenti partecipanti. Il record di presenze è stato registrato nell'edizione del 1985 a Falun, quando presero parte alla gara 25.021 concorrenti.
Nel 1982 si è svolta una fase della competizione a nord del Circolo polare artico.
Nel 1998, nel 2007 e nel 2008 l'O-Ringen fece parte della Coppa del Mondo di orientamento.
Nel 2009 i premiati delle categorie élite (assolute) maschili e femminili ottennero premi in denaro, per un totale di ben 500.000 corone svedesi.

## Luoghi e vincitori
| Anno | Luogo                                                 | Numero di partecipanti                                | Vincitore femminile                                   | Vincitore maschile                                    |
| ---- | ----------------------------------------------------- | ----------------------------------------------------- | ----------------------------------------------------- | ----------------------------------------------------- |
| 1965 | Scania, Blekinge, Danimarca                           | 156                                                   | Inga-Britt Bengtsson                                  | Nils Bohman                                           |
| 1966 | Småland (4), Västergötland                            | 672                                                   | Kerstin Granstedt                                     | Juhani Salmenkylä                                     |
| 1967 | Motala                                                | 1 910                                                 | Ulla Lindkvist                                        | Kalle Johansson                                       |
| 1968 | Borås                                                 | 3 250                                                 | Ulla Lindkvist                                        | Åge Hadler                                            |
| 1969 | Rommehed                                              | 5 355                                                 | Ulla Lindkvist                                        | Stefan Green                                          |
| 1970 | Kristianstad                                          | 6 378                                                 | Ulla Lindkvist                                        | Bernt Frilén                                          |
| 1971 | Malmköping                                            | 8 627                                                 | Ulla Lindkvist                                        | Hans Aurell                                           |
| 1972 | Eksjö                                                 | 8 253                                                 | Ulla Lindkvist                                        | Hans Aurell                                           |
| 1973 | Rättvik                                               | 10 449                                                | Ulla Lindkvist                                        | Bengt Gustafsson                                      |
| 1974 | Kristianstad                                          | 10 196                                                | Ulla Lindkvist                                        | Ernst Jönsson                                         |
| 1975 | Haninge                                               | 9 322                                                 | Anne Lundmark                                         | Matti Mäkinen                                         |
| 1976 | Ransäter                                              | 14 843                                                | Sarolta Monspart                                      | Gert Pettersson                                       |
| 1977 | Visby                                                 | 7 186                                                 | Liisa Veijalainen                                     | Sigurd Dæhli                                          |
| 1978 | Skara                                                 | 15 148                                                | Liisa Veijalainen                                     | Kjell Lauri                                           |
| 1979 | Örebro                                                | 15 842                                                | Britt-Marie Karlsson                                  | Lars-Henrik Undeland                                  |
| 1980 | Uppsala                                               | 15 142                                                | Liisa Veijalainen                                     | Lars Lönnkvist                                        |
| 1981 | Mohed                                                 | 18 983                                                | Annichen Kringstad                                    | Jörgen Mårtensson                                     |
| 1982 | Luleå                                                 | 13 631                                                | Annichen Kringstad                                    | Lars Lönnkvist                                        |
| 1983 | Anderstorp                                            | 22 498                                                | Annichen Kringstad                                    | Håkan Eriksson                                        |
| 1984 | Bräkne-Hoby                                           | 16 123                                                | Karin Gunnarsson                                      | Kent Olsson                                           |
| 1985 | Falun                                                 | 25 021                                                | Annichen Kringstad                                    | Joakim Ingelsson                                      |
| 1986 | Borås                                                 | 17 353                                                | Annichen Kringstad                                    | Anders Erik Olsson                                    |
| 1987 | Norrköping                                            | 16 216                                                | Katarina Borg                                         | Lars Lönnkvist                                        |
| 1988 | Sundsvall                                             | 16 413                                                | Barbro Lönnkvist                                      | Lars Lönnkvist                                        |
| 1989 | Östersund                                             | 17 818                                                | Barbro Lönnkvist                                      | Niklas Löwegren                                       |
| 1990 | Göteborg                                              | 20 172                                                | Ragnhild Bente Andersen                               | Per Ek                                                |
| 1991 | Arboga                                                | 16 581                                                | Arja Hannus                                           | Håkan Eriksson                                        |
| 1992 | Södertälje                                            | 17 806                                                | Gunilla Svärd                                         | Allan Mogensen                                        |
| 1993 | Falkenberg                                            | 15 006                                                | Annika Zell                                           | Petter Thoresen                                       |
| 1994 | Örnsköldsvik                                          | 14 414                                                | Katarina Borg                                         | Petter Thoresen                                       |
| 1995 | Hässleholm                                            | 14 304                                                | Eija Koskivaara                                       | Jörgen Olsson                                         |
| 1996 | Karlstad                                              | 17 007                                                | Annika Zell                                           | Jörgen Mårtensson                                     |
| 1997 | Umeå                                                  | 11 179                                                | Katarina Borg                                         | Jörgen Mårtensson                                     |
| 1998 | Gävle                                                 | 13 249                                                | Hanne Staff                                           | Johan Ivarsson                                        |
| 1999 | Borlänge                                              | 15 238                                                | Jenny Johansson                                       | Fredrik Löwegren                                      |
| 2000 | Hallsberg                                             | 13 740                                                | Hanne Staff                                           | Jimmy Birklin                                         |
| 2001 | Märsta                                                | 12 525                                                | Marlena Jansson                                       | Johan Ivarsson                                        |
| 2002 | Skövde                                                | 14 651                                                | Simone Niggli-Luder                                   | Mats Haldin                                           |
| 2003 | Uddevalla                                             | 14 998                                                | Heather Monro                                         | Mats Haldin                                           |
| 2004 | Göteborg                                              | 13 259                                                | Jenny Johansson                                       | Valentin Novikov                                      |
| 2005 | Skillingaryd                                          | 12 657                                                | Emma Engstrand                                        | Emil Wingstedt                                        |
| 2006 | Mohed                                                 | 13 500                                                | Simone Niggli-Luder                                   | Simonas Krepsta                                       |
| 2007 | Mjölby                                                | 14 300                                                | Simone Niggli-Luder                                   | Anders Nordberg                                       |
| 2008 | Sälen                                                 | 24 375                                                | Anne Margrethe Hausken                                | Tero Föhr                                             |
| 2009 | Eksjö                                                 | 15 589                                                | Helena Jansson                                        | Martin Johansson                                      |
| 2010 | Örebro                                                | 16 069                                                | Simone Niggli-Luder                                   | David Andersson                                       |
| 2011 | Mohed                                                 | 12 939                                                | Tove Alexandersson                                    | Erik Rost                                             |
| 2012 | Halmstad                                              | 21 172                                                | Tatiana Ryabkina                                      | Olav Lundanes                                         |
| 2013 | Boden                                                 | 12 907                                                | Tove Alexandersson                                    | Thierry Gueorgiou                                     |
| 2014 | Kristianstad                                          | 23 088                                                | Tove Alexandersson                                    | Thierry Gueorgiou                                     |
| 2015 | Borås                                                 | 18 058                                                | Anne Margrethe Hausken                                | William Lind                                          |
| 2016 | Sälen                                                 | 24 313                                                | Tove Alexandersson                                    | Thierry Gueorgiou                                     |
| 2017 | Arvika                                                | 15 127                                                | Tove Alexandersson                                    | William Lind                                          |
| 2018 | Örnsköldsvik                                          | 17 171                                                | Simone Niggli-Luder                                   | Magne Daehli                                          |
| 2019 | Norrköping                                            | 21 171                                                | Tove Alexandersson                                    | Ruslan Glebov                                         |
| 2020 | Edizione annullata a causa della pandemia da COVID-19 | Edizione annullata a causa della pandemia da COVID-19 | Edizione annullata a causa della pandemia da COVID-19 | Edizione annullata a causa della pandemia da COVID-19 |
| 2021 | Edizione annullata a causa della pandemia da COVID-19 | Edizione annullata a causa della pandemia da COVID-19 | Edizione annullata a causa della pandemia da COVID-19 | Edizione annullata a causa della pandemia da COVID-19 |
| 2022 | Uppsala                                               | 20 271                                                | Sara Hagström                                         | Gustav Bergman                                        |
| 2023 | Åre                                                   | 15 657                                                | Sara Hagström                                         | Olli Ojanaho                                          |

## Record individuali

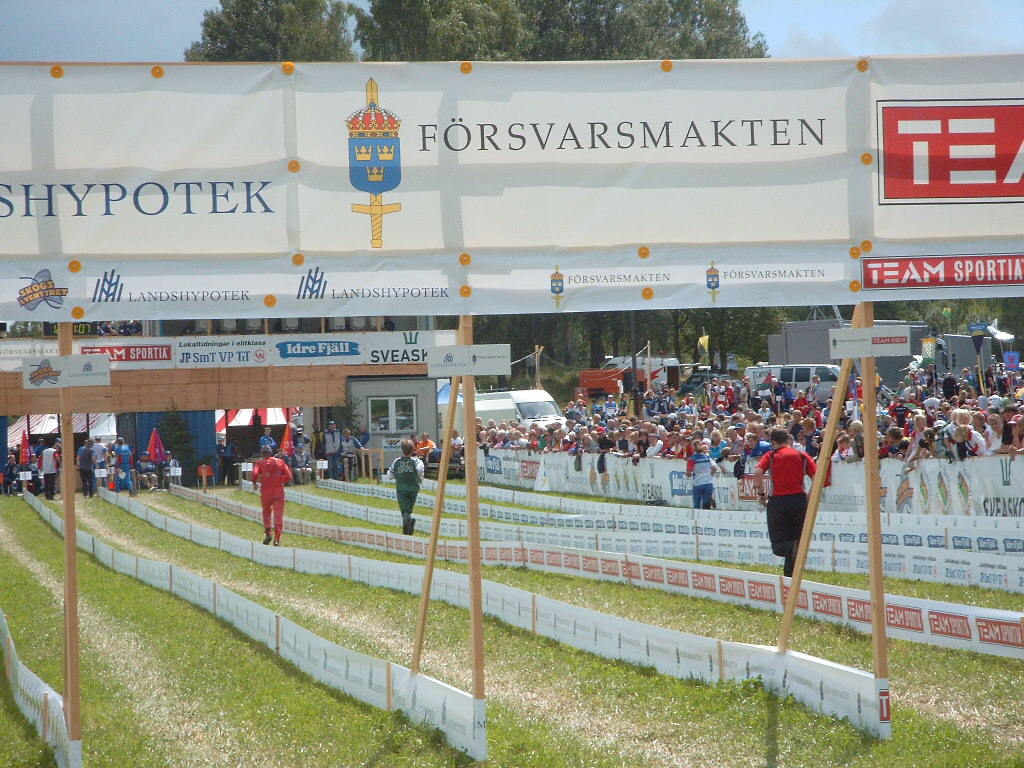
Il traguardo dell'O-Ringen 2005

- Ulla Lindkvist detiene il maggior numero di vittorie nella gara femminile con 8 edizioni vinte.
- Lars Lönnkvist detiene il maggior numero di vittorie nella gara maschile con 4 edizioni vinte.